# Leistungskredit
Mit Leistungskredit wird in der elektrischen Energiewirtschaft derjenige Anteil der Nennleistung eines bestimmten Kraftwerks bezeichnet, der statistisch gesichert in einem gegebenen Verbundnetz zur Deckung der Grundlast beitragen und damit ein anderes Kraftwerk ersetzen kann. Er gibt den Beitrag eines einzelnen Kraftwerks zur gesicherten Leistung im Verbund an.

## Allgemeines
Neben Eigenschaften der geplanten Nichtverfügbarkeiten wie z. B. Revisionen, werden bei der Berechnung des Leistungskredits auch ungeplante Ausfälle durch Störfälle berücksichtigt. Auch gehen Eigenschaften des Kraftwerks wie Typ des Kraftwerks oder Blockgröße mit ein. Ebenfalls berücksichtigt wird die schwankende Einspeisung von dargebotsabhängiger Stromerzeugung wie beispielsweise Wind- und Solarenergie. Für fossile und nukleare Kraftwerke beträgt der Leistungskredit über 90 %, bei der Windenergie beträgt er laut Deutscher Energie-Agentur nur 6 %. Photovoltaikanlagen bringen keinen oder fast keinen Leistungskredit. Für Pumpspeicherwerke ist die Verfügbarkeit aufgrund des begrenzten Fassungsvermögens und anderer Faktoren nur schwer zu beurteilen. Für verschiedene Kraftwerkstypen sind die Aussagen des Leistungskredits immer nur als ungefähre, allgemeine Richtwerte zu verstehen.
In folgender Tabelle sind für verschiedene Kraftwerkstypen statistische Mittelwerte des Leistungskredits auf Basis historischer Daten zusammengestellt:
| Kraftwerkstyp                      | Leistungskredit |
| ---------------------------------- | --------------- |
| Kernkraftwerk                      | 95 %            |
| Gaskraftwerk                       | 93 %            |
| Kohlekraftwerk                     | 91 %            |
| Gas-und-Dampf-Kombikraftwerk (GuD) | 85 %            |
| Pumpspeicherkraftwerk              | 80 %            |
| Windkraftanlage                    | 6 %             |
| Photovoltaikanlage                 | 0 %             |

## Beispiele
Ein fossiles Kraftwerk mit einer installierten Leistung von 500 MW Leistung in einem Block kann statistisch mit diesem Kraftwerksblock gesichert 450 MW der Dauerlast des Stromverbundes decken. Ein sehr großer Windpark mit 100 Windkraftanlagen mit jeweils 5 MW, insgesamt also ebenfalls 500 MW installierter Leistung, kann hingegen statistisch gesichert 30 MW der Dauerlast decken.